# Michel Bur
Pour les articles homonymes, voir Bur.
Michel Bur, né le 30 août 1933 à Arc-lès-Gray, est un historien et universitaire français, spécialiste du Moyen Âge.

## Biographie
Agrégé d'histoire (1958), assistant à l'université de Lille III (1963-1967), maître-assistant (1967-1970) et docteur ès Lettres (1974), Michel Bur, professeur à l'Université Nancy 2, est à la fois un historien des textes et un archéologue. Il s'intéresse en particulier à la Champagne médiévale et aux habitats fortifiés de l'Est de la France. À partir de 1968, il a dirigé les fouilles de Vanault-le-Châtel (jusqu'en 1980) et celles du château d'Épinal à partir de 1984 jusqu'en 1992. En 1977, il publie sa thèse intitulée La formation du comté de Champagne (vers 950-vers 1150). Par la suite, il a écrit une biographie de Suger, abbé de Saint-Denis. Il base ses recherches archéologiques sur l'impact des châteaux (motte castrale) et sur le peuplement champenois durant le Moyen Âge. Enfin, il met au point l'édition des chartes des comtes de Champagne, en particulier celles d'Henri le Libéral (1152-1181).
Professeur émérite des universités, il est membre de l'Académie des inscriptions et belles-lettres (président en 2016) et de l'Académie de Stanislas,. Il est également membre du comité des travaux historiques et scientifiques, de la Société d'agriculture, commerce, sciences et arts du département de la Marne et président-fondateur du laboratoire d'archéologie médiévale de Nancy.

## Distinctions

### Décorations
- Chevalier de la Légion d'honneur
- Croix de la Valeur militaire
- Commandeur de l'ordre des Palmes académiques

### Récompenses
- Prix Gobert de l’Académie des inscriptions et belles-lettres (1978)[2].
- Prix Augustin-Thierry de l'Académie française (1992)[5].

## Principales publications
- La formation du comté de Champagne (vers 950-vers 1150), Nancy, PUN, 1977, 573 p.

- Chronique ou livre de fondation du monastère de Mouzon, présentation et édition, Paris, IRHT, 1989, 267 p.
- Suger, abbé de Saint-Denis, régent de France, Paris, Perrin, 1991, 350 p

- Aux origines du second réseau urbain. Les peuplements castraux dans les pays de l'Entre-Deux, Nancy, PUN, 1993, 385 p.
- Suger, La Geste de Louis VI et autres œuvres, Paris, Imprimerie nationale, 1994, 303 p.
- Inventaire des sites non monumentaux de Champagne, Reims, ARERS, 4 vol.,1972-1997.
- Le château, Typologie des sources du Moyen Âge occidental, Turnhout, Brepols, 1999, 165 p.
- Le château d'Épinal (XIIIe-XVIe s.), Paris, CTHS, 2002, 280 p., 204 ill.
- La Champagne médiévale, recueil d'articles, Langres, Éd. Dominique Guéniot, 2005, 792 p.
- Algérie 60. Mascara - Sétif, 1er janvier 1960-16 février 1961, Paris, Éd. L'Harmattan, 2012, 191 p.
- Recueil des actes d'Henri le Libéral, comte de Champagne : 1152-1181 (avec J. Benton), Paris, AIBL, 2013, 373 p.
- Une famille et sa maison. Vanault-le-Châtel-le-Châtel : XIIe – XIIIe siècle (avec J.P. Boureux), Nancy, PUN, 2013, 200 p.
- La Champagne médiévale dans son environnement politique, social et religieux (Xe – XIIIe siècles), Paris, AIBL, 2020, 444 p.